# Bökelbergstadion
Il Bökelbergstadion fu lo stadio di calcio principale della città di Mönchengladbach dal 1919 al 2004, periodo in cui ospitò le partite casalinghe del Borussia Mönchengladbach.

## Storia
Acquistato nel 1914 dal Borussia, l'allora centro sportivo dä Kull venne inaugurato nel 1919 con il nome di Westdeutsches Stadion. Nel corso della seconda guerra mondiale subì gravi danni; nel 1952 iniziarono i lavori di ristrutturazione, che proseguirono fino al 1954.
Nel 1960 la situazione cambiò nuovamente: la vittoria in Coppa di Germania portò nuovi investimenti e lo stadio raggiunse i 32.000 posti, la maggior parte dei quali in piedi. Quell'anno l'impianto cambiò nome per l'ultima volta e divenne il Bökelbergstadion.
Gli incredibili successi del Borussia negli anni settanta ed il grande afflusso di pubblico che ne conseguì resero necessario un ulteriore ampliamento, che nell'estate del 1978 portò la capienza a 34.500 posti. Nonostante ciò ci si rese conto ben presto che l'impianto era decisamente troppo piccolo per le partite di Bundesliga e per l'enorme numero di sostenitori che la squadra aveva conquistato in tutta la Germania, tanto che il Borussia giocava le partite interne delle coppe europee al Rheinstadion di Düsseldorf, tra cui la finale di andata dell'edizione 1974-75 della Coppa UEFA giocata contro gli olandesi del Twente e la finale di ritorno dell'edizione 1978-79 della Coppa UEFA contro gli jugoslavi della Stella Rossa Belgrado, edizioni in entrambi i casi vinte dalla squadra tedesca, mentre venne giocata al Bökelbergstadion di Mönchengladbach la finale di andata della Coppa UEFA 1979-1980 persa poi nel ritorno, giocato al Waldstadion di Francoforte nel derby tedesco contro l'Eintracht.
Verso la fine degli anni novanta si cercò un'alternativa, e nacque il progetto di costruire un nuovo avveniristico impianto nel Parco Nord di Mönchengladbach. Nel 2002 iniziarono i lavori per lo Stadion im Borussia-Park che venne ultimato nel 2004.
Nello stesso anno si giocò l'ultima partita di Bundesliga al vecchio Bökelbergstadion: il Borussia si impose per 3-1 sul Monaco 1860 e l'onore di segnare l'ultimo gol ufficiale nello storico stadio toccò ad Arie van Lent.
Nel gennaio 2006 iniziarono i lavori di demolizione che si conclusero nell'agosto dello stesso anno. In quel luogo prossimamente sorgerà un complesso abitativo.